# Tiszapalkonya
Tiszapalkonya es un pueblo húngaro perteneciente al distrito de Tiszaújváros, condado de Borsod-Abaúj-Zemplén.

## Superficie
Cuenta con una superficie de 13,49 km².

## Demografía
Hasta 2024 la población era de 1426 habitantes, con una densidad de población de 105,70 hab/km².
| Gráfica de evolución demográfica de Tiszapalkonya entre 2020 y 2024 |
|                                                                     |
| Datos según la Oficina Central de Estadística de Hungría.           |